# Blatnohrad

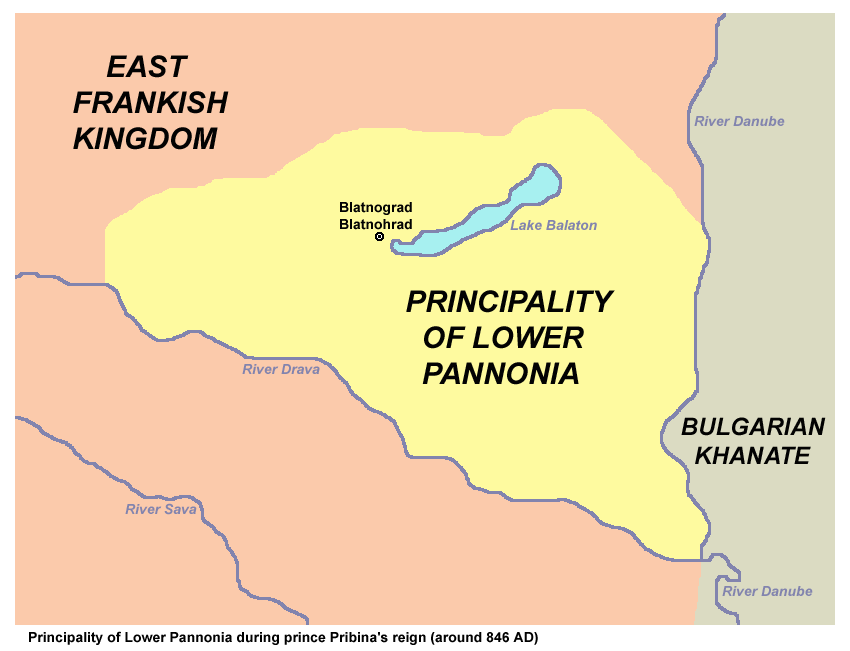
Přibližný rozsah Blatenského knížectví a poloha Blatnohradu.

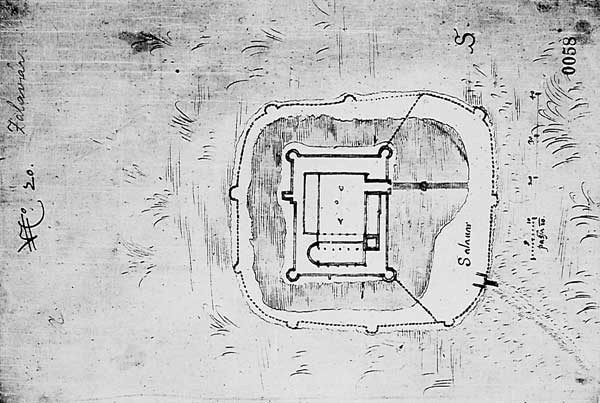
Plán dnes zaniklého benediktinského kláštera na ostrově Vársziget z roku 1569. Trojlodní kostel je pravděpodobně renovovaný kostel panny Marie zasvěcený roku 850.

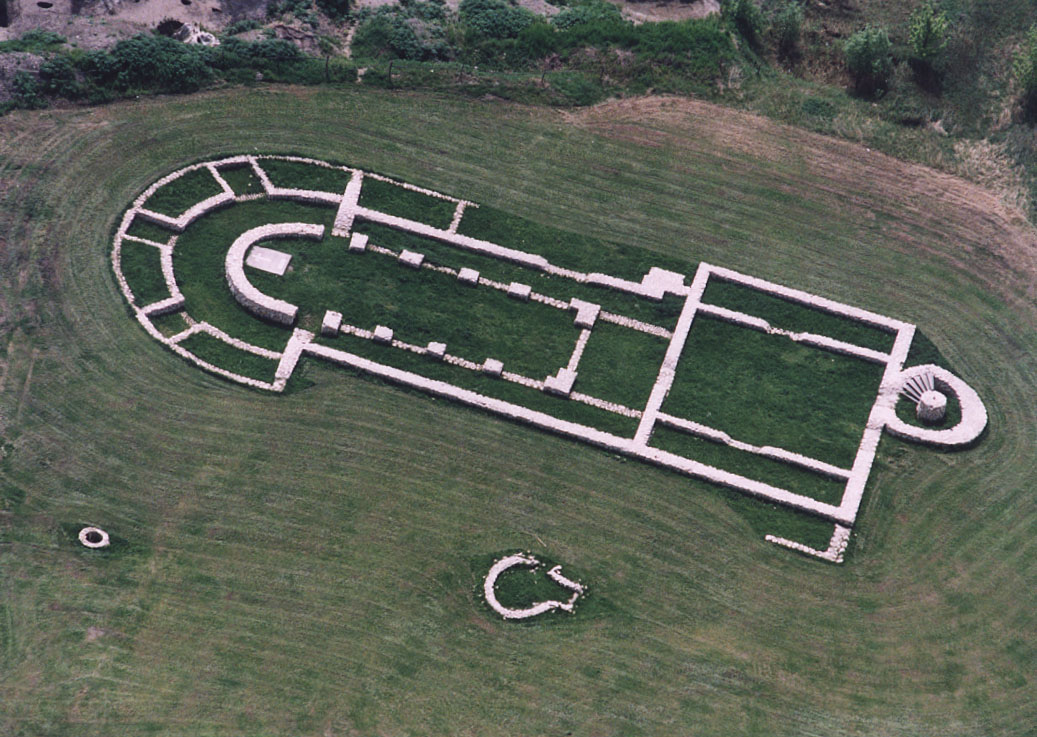
Rekonstruovaný půdorys baziliky svatého Hadriána.

Blatnohrad (též Blatnograd, německy Mosapurg či Mosaburg) je raně středověké hradiště v Panonii na jihozápad od Balatonu u současné maďarské obce Zalavár. Bylo zbudováno Pribinou mezi lety 839–847 jako centrum Blatenského knížectví. Jednalo se o blatné hradiště, které se rozkládalo na několika polohách – ostrovech v nivě řeky Zály. Centrální úlohu zastával ostrov v poloze Vársziget (hradní ostrov), opevněný dřevohlinitou hradbou skořepinové konstrukce a rozdělený na akropoli a dvouprostorové předhradí. Je zde doložena existence tří kostelů založených v 9. století a komplexu palácových staveb. Největším byl poutní kostel - bazilika zasvěcená v letech 854/855 svatému Hadriánovi. Kromě ostrova Vársziget bylo osídlení z 9. století nalezeno na dalších polohách v nivě Zály. Tento ostrovní model blatného hradiště má blízkou paralelu v raně středověkém hradišti v Nitře.

## Přírodní podmínky
Lokalita se nachází v západní části Panonské nížiny v oblasti Malého Balatonu při jihozápadním cípu jezera Balaton. Zamokřená oblast, jejímž hlavním vodním tokem je řeka Zála, která protéká Malým Balatonem a ústí do Balatonu, je rozdělena nízkým severo-jižně orientovaným hřbetem na dvě mělké pánve. Lokalita se nachází v západní pánvi při severní části Malého Balatonu a dále na sever podél toku Zály, mezi obcemi Zalavár a Zalaszabar. Z nivy řeky vystupují nevýrazné písečné ostrůvky zvýšeného terénu, které se staly základem osídlení Blatnohradu. Až do počátku 19. století byl Malý Balaton propojen s Balatonem a rozsah obou jezer byl vyšší. Odvodňovací systémy budované od 19. století poškodily vodní režim oblasti, ale od 80. let 20. století se díky podniknutým opatřením rozloha močálů opět zvyšuje.

## Písemné prameny

### O obrácení Bavorů a Korutanců na víru
Klíčovým písemným pramenem pro poznání historie lokality v 9. století je latinsky psaný spis Conversio Bagoariorum et Carantanorum (O obrácení Bavorů a Korutanců na víru), kronika misijní činnosti Salcburského arcibiskupství v Karantánii, Panonii a Nitransku sepsaná v roce 871 (alternativně 872–873) a zachycující události do roku 870.

### Kronika Regina z Prümu
Kronika benediktinského opata Regina z Prümu zachycující události do roku 906 identifikuje k roku 879 Mosaburh odlišně s Moosburgem u jezera Wörthersee v Karantánii. Archeologické výzkumy však osídlení z 9. a 10. století v tomto místě nepotvrzují.

### Fuldské anály
Annales Fuldenses (Fuldské anály) zachycující dějiny Východofranské říše do roku 901 zmiňují k období 888 až 890 Mosaburg několikrát v souvislosti s vládou Arnulfa Korutanského, k roku 896 pak informují o nastolení nového knížete Blatnohradu – Braslava Sávského.

### Salcburské anály
Annales Iuvavenenses maximi (Salcburské anály) informují o porážce východofranského vojska roku 907 v bitvě u Bratislavy. Ačkoliv je bitva často lokalizovaná k dnešní Bratislavě, výklad jména Brezalauspurc jako Braslavovo město umožňuje alternativní lokalizaci k Blatnohradu Braslava Sávského.

## Historie výzkumu
Zájem o polohu Blatnohradu, která byla známa z písemných pramenů, existoval již v 19. století. Ján Kollár lokalitu navštívil a popsal v roce 1841 při své cestě do Itálie, průzkumy zde po roce několikrát prováděl Flóris Rómer, který v roce 1881 podnikl první drobné odkryvy, při kterých odhalil část severo-jižně orientované, kůly vyztužené zdi. V letech 1887 a 1891 zde výzkumy prováděl Viktor Récsey, který však o výsledku odkryvů nepodal žádnou zprávu. Nálezy získávané při těžbě písku v místech někdejší akropole byly hodnoceny pouze kunsthistoricky. Moderní výzkum Blatnohradu započal v roce 1948, kdy vešel do povědomí jako vrcholně důležitá lokalita období 9. století v Maďarsku. Sled archeologických terénních akcí zahájil v letech 1951–53 Géza Fehér velkoplošným výzkumem v jižní části centrální polohy Vársziget, při kterém bylo prozkoumáno pohřebiště a opevnění akropole. Průzkum románské baziliky na ostrově Réceskút prováděl v letech 1946, 1947 a 1953 Aladár Radnóti. Na jejich práci navázala řadou výzkumů prováděných od šedesátých let do roku 1993 Ágnes Cs. Sós. Ta se soustředila na výzkum bývalého vrcholně středověkého kláštera v prostoru akropole, přestavěného na tureckou pevnost, na výzkum obranného systému ostrova a v osmdesátých letech objevila pozůstatky raně středověké baziliky svatého Hadriána z 9. století. V letech 1961 a 1963 zkoumala i baziliku v poloze Réceskút a vyslovila domněnku o existenci dřevěného kostela z 9. století - předchůdci kamenné baziliky. Výzkum v poloze Borjúállás-sziget jižně od hlavního ostrova vedený Róbertem Müllerem počátkem let osmdesátých odhalil mimo jiné další jednolodní kostel z 9. století. V dalším období prováděl výzkumy Béla Miklós Szöke. Teprve novější výzkumy z devadesátých let umožnily komplexnější pohled na podobu hradiště.

## Komponenty předcházející raně středověké sídliště
Předcházející aktivita na místě pozdějšího raně středověkého sídliště a hradiště je doložena pro ranou dobu bronzovou a dobu římskou.

### PolohaVársziget
- sídliště(?) kultury Somogyvár-Vinkovci, raná doba bronzová [zdroj?]
- sídliště římské provinciální, doba římská

V roce 2002 zde byla odkryta kůlová stavba z římského období.

### PolohaRécéskút
- sídliště(?) kultury Somogyvár-Vinkovci, raná doba bronzová

Při výzkumu raně středověkého kostela vedeném Ágnes Cs. Sós byly nalézány fragmenty keramických nádob na všech zkoumaných místech. Žádné nemovité objekty ale nebylo možno bezpečně spojit s nálezy této kultury.
- sídliště římské provinciální, doba římská

Značné množství římské provinciální keramiky a střešní tašky (tegulae) dokládají římské osídlení v této poloze. Nebyly nalezeny žádné zdi či jiné nemovité objekty z tohoto období.

## Seznam knížat Blatnohradu, Balatonu a okolí
1. Pribina (839–861), Mojmírovec, syn Mojmíra I. Pobožného
2. Kocel (861–876), syn Pribiny
3. Arnulf Korutanský (876–884) – součást Korutanské marky
4. Svatopluk Velkomoravský (884–894) – součást Velké Moravy
5. Luitpold (894–896) – součást Korutanské marky
6. Braslav (896 – 900/901) – sloučeno s Posávským a Panonským knížectvím

Po Braslavovi připadl Balaton a Blatnohrad maďarským kmenům.